# Раполту-Маре
Раполту-Маре (рум. Rapoltu Mare) — село у повіті Хунедоара в Румунії. Адміністративний центр комуни Раполту-Маре.
Село розташоване на відстані 285 км на північний захід від Бухареста, 12 км на схід від Деви, 109 км на південь від Клуж-Напоки, 143 км на схід від Тімішоари.

## Населення
За даними перепису населення 2002 року у селі проживали 925 осіб.
Національний склад населення села:
| Національність | Кількість осіб | Відсоток |
| -------------- | -------------- | -------- |
| румуни         | 884            | 95,6%    |
| цигани         | 28             | 3,0%     |
| угорці         | 11             | 1,2%     |

Рідною мовою назвали:
| Мова      | Кількість осіб | Відсоток |
| --------- | -------------- | -------- |
| румунська | 919            | 99,4%    |
| угорська  | 5              | 0,5%     |